# Samtens
Samtens ist eine Gemeinde im Landkreis Vorpommern-Rügen auf der Insel Rügen in Mecklenburg-Vorpommern (Deutschland). Die Gemeinde ist Verwaltungssitz des Amtes West-Rügen, dem weitere zehn Gemeinden angehören. Der Ort bildet für seine Umgebung ein Grundzentrum.

## Geografie

### Lage
Samtens befindet sich rund 20 Kilometer nordöstlich von Stralsund und etwa zehn Kilometer südwestlich von Bergen. Die Gemeinde ist eine der wenigen Binnengemeinden auf Rügen.
Umgeben wird Samtens von den Nachbargemeinden Dreschvitz im Norden, Sehlen im Nordosten, Garz/Rügen im Osten, Poseritz im Süden sowie Rambin im Westen.

### Ortsteile
- Samtens
- Berglase
- Dönkvitz
- Frankenthal
- Muhlitz
- Natzevitz
- Negast
- Plüggentin
- Sehrow
- Stönkvitz
- Tolkmitz

## Geschichte
Geschichte des Gemeindegebietes
Die Umgebung war bis 1325 Teil des Fürstentums Rügen und danach des Herzogtums Pommern.
Mit dem Westfälischen Frieden von 1648 geriet Rügen und somit auch der Ort Samtens unter schwedische Herrschaft, nachdem der Ort vorher zum Herzogtum Pommern gehörte. Im Jahr 1815 kam die Gemeinde und Vorpommern zur preußischen Provinz Pommern.
Seit 1818 gehörte Samtens zum Kreis bzw. Landkreis Rügen. Nur in den Jahren von 1952 bis 1955 war es dem Kreis Putbus zugehörig. Die Gemeinde gehörte danach bis 1990 zum Kreis Rügen im Bezirk Rostock und wurde im selben Jahr Teil des Landes Mecklenburg-Vorpommern. Der seit 1990 wieder so bezeichnete Landkreis Rügen ging 2011 im Landkreis Vorpommern-Rügen auf.
Samtens
Samtens wurde erstmals im Jahr 1318 als „Samtensze“ erwähnt. Der Ortsname ist slawischen Ursprungs und bedeutet so viel wie einsam.
Berglase
Berglase war Mitte des 19. Jahrhunderts zunächst ein Gutsvorwerk mit Ziegelei. Zum Ort gehörte die Holländerei Tolkmitz. Daraus muss sich ein Gut entwickelt haben. Karl Friedrich von der Lancken-Plüggentin als Erwerber und sein Sohn Friedrich (Fritz) Karl von der Lancken (1825–1872) waren Gutsherren in Berglase. Gut Berglase hatte 1914 Freiherr F. E. von Langen das 488 ha Rittergut, mit Anteilen in Tolkmitz und einem Oberinspektor an der Verwaltungsspitze. 1922 übernahm der aus Ottweiler stammende Gutsbesitzer Pflug-Baltersbach, gründete umgehend eine Saatzucht GmbH und agierte erfolgreich als Züchter von Frühhafer. Später wurde Gut Berglase aufgesiedelt. Die Gemarkung von Berglase war vor der Bodenreform in mehreren Höfen gegliedert. Mit 97 ha besaß Reinhold Rühe den größten Betrieb. Zum Pfarrhof gehörten 43 ha, die in Pacht gegeben waren.
Frankenthal
Gut Frankenthal, vormals wohl als Finkenthal geführt, war lange ein Gut des rügischen Adelsgeschlechts der von Gagern. Die Familie bildete genealogisch eine eigene Linie Frankenthal heraus. Eberhard von Gagern hatte 1645 als Deputierter auf Rügen dem Greifswalder Landtag beigewohnt. Mit dem Tod des Erdmann von Gagern-Frankenthal ging der Besitz an Richard Erdmann von Gagern-Koldewitz. Diese Linien haben zuweilen untereinander geheiratet. Anfang des 19. Jahrhunderts war Major Gustav sen. Freiherr von Gagern (1785–1834), Ritterschaftsrat der Neumark zu Rehdorf (Neumark) Lehensberechtigter zu Frankenthal. Er war zuerst mit Charlotte von Schütz und dann mit Ida von Brauchitsch verheiratet. In Tradition des evangelischen Landadels war er auch Ritter des Johanniterordens. Die Tochter Helene aus zweiter Ehe heiratete in Berlin 1845 den damals schon bekannten Arzt und Japanforscher Philipp Franz Jonkheer von Siebold. Erbe des Gutes im Minorat wurde der gleichnamige Sohn Gustav jun. Freiherr von Gagern (1823–1886), der zunächst in Berlin lebte und in Genf Hedwig von Blankensee (1847–1908) heiratete. Das Gut war viele Jahre verpachtet, mindestens von 1858 bis 1865 an Gustav von Boltenstern, liiert mit Anna von Baerenfels-Warnow, ihre drei Töchter sind auch in Frankenthal geboren. Eigentümer und somit Nacherbe wurde der zweite Sohn, Paul von Gagern (1870–1934), zuletzt Oberstleutnant. Im Jahr 1914 gehörten zum Rittergut Frankenthal mit Pertinenz (Nebengut) Luttow 407 ha. Es wurde ein umfangreicher landwirtschaftlicher Betrieb und eine große Fohlenzucht unterhalten. Zum Gut gehörte ein 5 ha Waldbesitz. Eigentümer war damals weiterhin als Majoratsbesitzer Paul von Gagern, der zu jener Zeit aktiver Husarenoffizier in Stendal war. Die Besitzung waren an Carl Burgwitz und für Luttow an Familie Wittstock verpachtet. Im letzten amtlich publizierten Güter-Adressbuch für die Provinz Pommern 1939 wurde Frankenthal noch mit 380 ha aufgeführt, Eigentümer Claus von Gagern (1905), ältester Sohn des Fideikommissherrn und Offiziers Alexander von Gagern-Frankenthal (1873–1937) und der Irmgard von Hofmann. Luttow war verkauft an E. Wittstock. Der letzte Frankentahler Gutsbesitzer Claus von Gagern hatte mit der aus Berlin stammenden Annemarie Nordmann (1910–1935) eine Familie gegründet und mit ihr zwei Kinder. Die Adelsfamilie wurde 1945 enteignet.
Muhlitz
Muhlitzer Gutsherr war unter anderem Friedrich (Carl) von der Lancken-Plüggentin (1798–1877). Zu dessen interessanten Vita gehört auch der Verdacht auf Hochverrat, eine verkürzte dreijährige Festungshaft und später die Erhebung zum königlich preußischen Kammerherrn und verschiedene Auszeichnungen bis hin zum Roter Adlerorden. Insgesamt gehörten ihm acht Güter auf Rügen. Ihm folgt Oskar von der Lancken (1829–1884). Anfang des 20. Jahrhunderts war das Rittergut Muhlitz mit Klein-Karow, gesamt 279 ha, Teilbesitz des F. E. Freiherrn von Langen-Berglese und unterverpachtet.
Natzevitz
Die Vorfahren der Brüder Heinrich und Gotan von Natzevitz sollen für ihre Adelsfamilie den Namen des Ortes Natzevitz angenommen haben, so der genealogische Forschungsstand aus der Mitte des 19. Jahrhunderts. Die Familie von Ahnen ist dokumentiert im Besitz von Natzevitz, so Klaus von Ahnen als Sohn des Ewert von Ahnen auf Datzow und Natzevitz nach alten Inschriften in der Rambiner Kirche. Im 20. Jahrhundert war der als Rittergut klassifizierte Besitz in bürgerlichen Händen der Familie Otto Kreitz, 397 ha.
Plüggentin

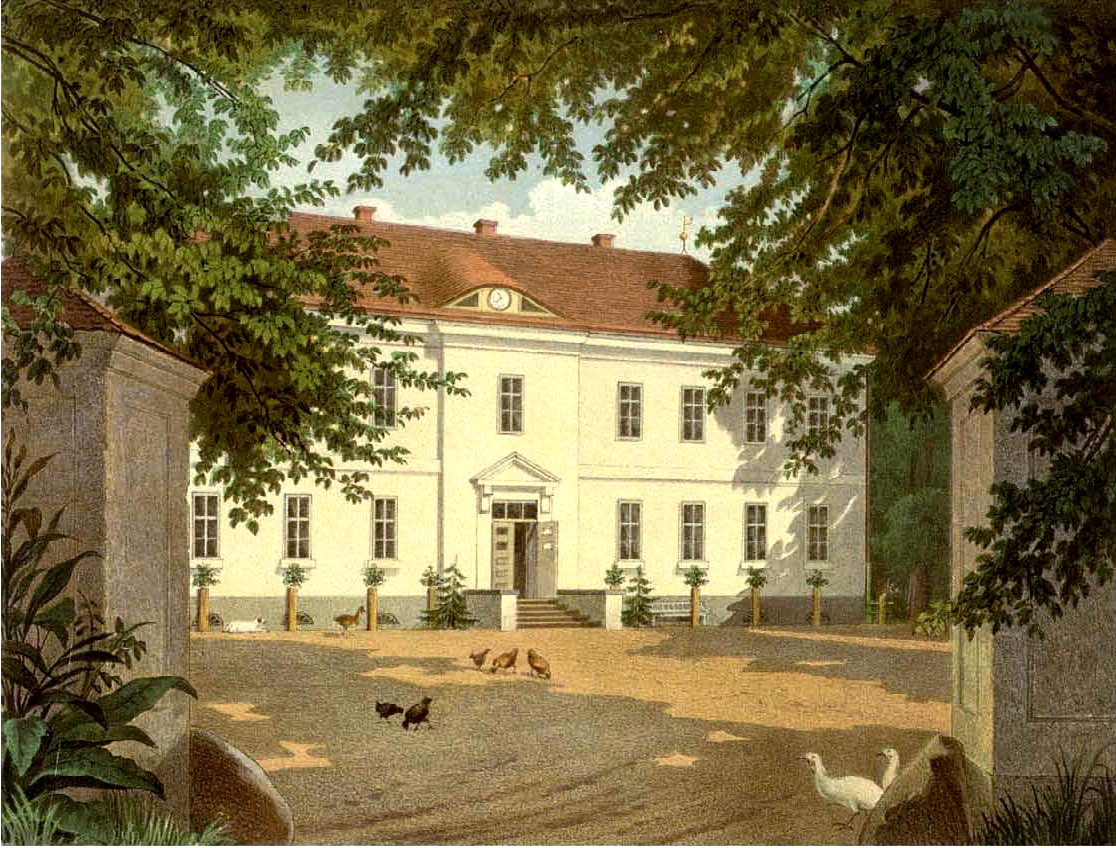
Rittergut Plüggentin um 1861/62, Sammlung Alexander Duncker

Das Gut Plüggentin war seit dem 13. Jahrhundert im Besitz der Familie von Grundis. Anfang des 16. Jahrhunderts kam es an das Kloster Eldena bei Greifswald, aber schon 1520 verkaufte das Kloster das Gut an die Familie von der Osten. 1717 kaufte es dann die Familie von Vieregge, aber durch den Nordischen Krieg kam sie in Schwierigkeiten und das Gut wurde veräußert. Nun aber wurde das Gut zum Walzengut, das heißt, es hatte ständig wechselnde Besitzer. Dann wurde es stabiler, mit von Wolffradt 1730 bis 1766, dann die von der Lancken bis 1901, zuletzt der Husaren-Leutnant Fritz von der Lancken (1868–1901). Es folgen auf Plüggentin mit Negast, Teile in Samtens und Zirkow-Hof, 751 ha, die von Langen und um 1914 erst der Landwirt Ulrich Anders, Verwalter Oberinspektor Scheer, sowie dann die Familie Gerhard Sprickerhof bis 1945.
Das Gutshaus – neunachsig mit reich gegliederter Fassade, wurde 1888 von der Lancken erbaut, deren letzter 1901 aber mit dem Reitpferd stürzte und sich das Genick brach.
Sehrow
Bis Mitte des 20. Jahrhunderts waren in Sehrow nach dem Landwirtschaftlichen Güter-Adressbuch Pommern drei Höfe erwähnt. 60 ha der Familie K. Lange, 52 ha des Oberförsters Emil Bischoff sowie 34 ha der Familie W. Klemp.
Stönkvitz
Im Dorf, einst Stunnekevitz, bestand ein Rittergut. Eigentümerin war die Kirchengemeinde des Klosters St. Jürgen vor Rambin in Stralsund.
Tolkmitz
1640 gehörte das Gut Tolkmitz dem Stralsunder Ratsherrn und Kämmerer Johann Sinneke. Etwa ein gutes Jahrhundert danach erwarb Wilhelm Friedrich Ludwig von Bagewitz Tolkmitz und Berglase, ohne nennenswerten Erfolg. Vor der Bodenreform waren im Ort fünf Bauernhöfe a 20 ha mit jeweils fast identischem Flächeninhalt der Kulturen nachgewiesen.

## Bevölkerung
| Jahr | Einwohner |
| ---- | --------- |
| 1990 | 2512      |
| 1995 | 2356      |
| 2000 | 2291      |
| 2005 | 2098      |
| 2010 | 1959      |
| 2015 | 2011      |

| Jahr | Einwohner |
| ---- | --------- |
| 2020 | 1915      |
| 2021 | 1942      |
| 2022 | 1985      |
| 2023 | 1990      |

 Stand: 31. Dezember des jeweiligen Jahres

## Politik

### Gemeindevertretung
Die Gemeindevertretung von Samtens besteht aus 12 Mitgliedern. Die Kommunalwahl am 9. Juni 2024 führte bei einer Wahlbeteiligung von 60,1 % zu folgendem Ergebnis:
| Partei / Wählergruppe        | Stimmenanteil 2019 | Sitze 2019 |  | Stimmenanteil 2024 | Sitze 2024 |
| ---------------------------- | ------------------ | ---------- |  | ------------------ | ---------- |
| CDU                          | 37,5 %             | 5          |  | 50,0 %             | 6          |
| Bürger für Samtens (BfS)     | 52,9 %             | 6          |  | 41,8 %             | 5          |
| Die Linke                    | –                  | –          |  | 04,6 %             | 1          |
| Einzelbewerber Dirk Jassmann | 02,3 %             | –          |  | 03,7 %             | –          |
| AfD                          | 07,3 %             | 1          |  | –                  | –          |
| Insgesamt                    | 100 %              | 12         |  | 100 %              | 12         |

### Bürgermeister
- 2019–2024: Karin Wodrich (Bürger für Samtens)
- seit 2024: Michael Klüß (CDU)

Bei der Bürgermeisterwahl am 26. Mai 2019 wurde Wodrich mit 59,8 % der gültigen Stimmen gewählt.
Bei der Bürgermeisterstichwahl am 23. Juni 2024 wurde Klüß mit 53,3 % der gültigen Stimmen zu ihrem Nachfolger gewählt. Seine Amtsdauer beträgt fünf Jahre.

### Wappen
Das Wappen wurde am 19. September 2000 durch das Innenministerium genehmigt und unter der Nr. 225 der Wappenrolle von Mecklenburg-Vorpommern registriert.
Blasonierung: „Geviert von Grün und Silber; schräggekreuzt eine gestürzte silberne Hacke mit nach außen weisendem Blatt und ein gestürzter grüner Schlüssel mit nach außen weisendem Bart, begleitet: oben von einer Glocke, unten von einem Zahnrad, beide in verwechselten Farben.“
Das Wappen wurde von dem Sagarder Gerhard Koggelmann gestaltet.

## Sehenswürdigkeiten

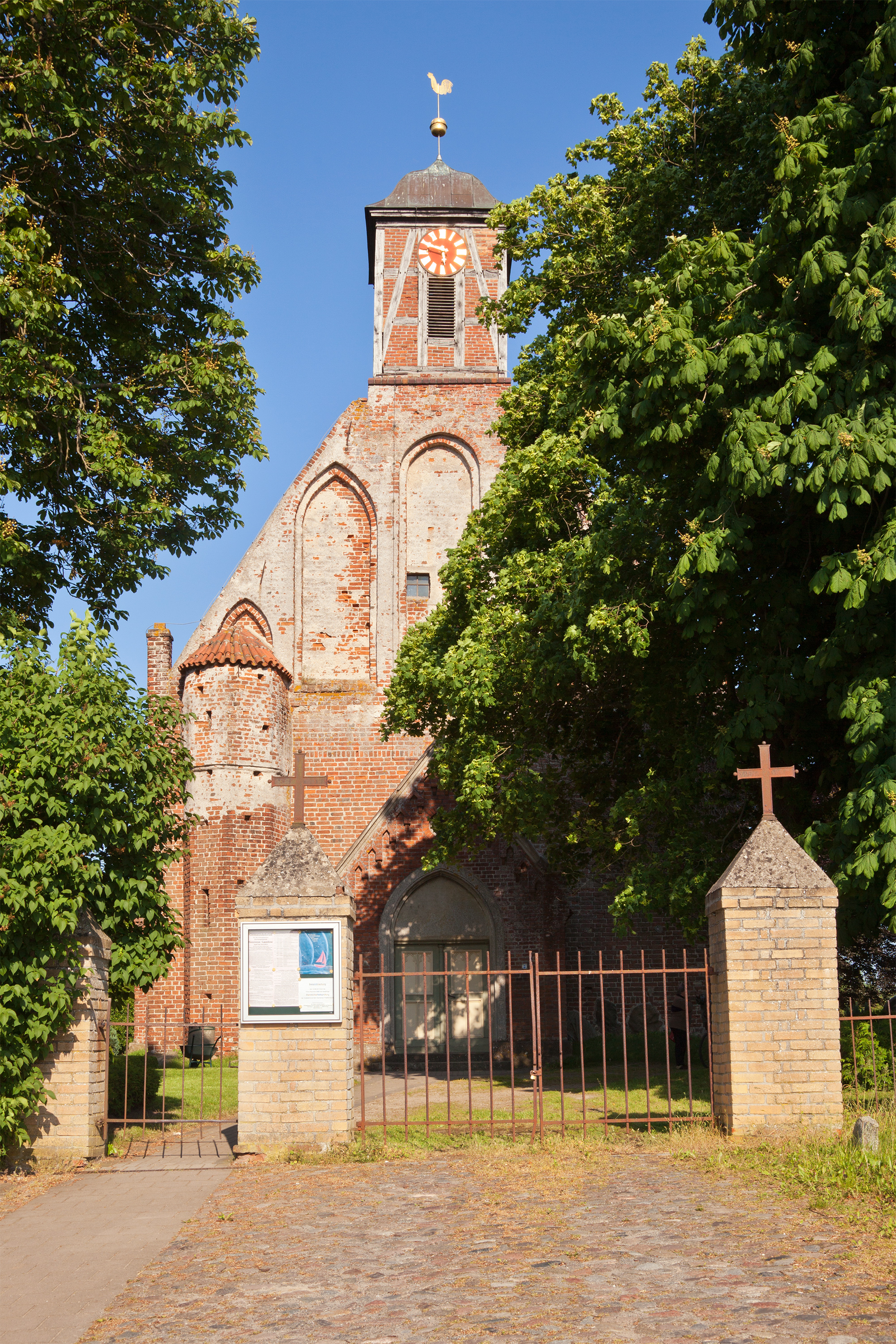
Backsteinkirche in Samtens (Westseite)

→ Siehe: Liste der Baudenkmale in Samtens
- Kirche Samtens – Backsteinkirche aus dem 14. Jahrhundert
- Gutshaus Plüggentin
- 2002 wurde das Technik-Modell-Museum Rügen gegründet. Es stellte über 12.000 Modelle aus. Außerdem waren einige Fahrzeuge in originaler Größe zu sehen. Genannt sind 10 Motorräder, 15 Mopeds, 3 Fahrräder, 5 Autos, 6 Lkw und Busse sowie 18 Motoren.[30] Die letzte im Webarchiv gespeicherte Version der Internetseite des Museums stammt von Dezember 2018.[31] Im Februar 2019 berichtete die Ostsee-Zeitung, dass das Museum vor dem Aus stände.[32][33]

## Infrastruktur

### Verkehr
Die Bundesstraße 96 sowie die Bahnstrecke Stralsund–Sassnitz verlaufen durch den Ort.

### Bildung
Seit dem Schuljahr 2008/09 gibt es in Samtens nur noch eine Grundschule. Hier werden Kinder aus Samtens, Dreschvitz, Rambin und Altefähr von der ersten bis zur vierten Klasse unterrichtet.

### Sport
Der SV Samtens hat Fußball- und Tischtennismannschaften in seinem Verein. Seit 2003 gibt es eine Ortsgruppe der Deutschen Lebensrettungsgesellschaft (DLRG).

## Persönlichkeiten
- Hermann Deckert (1899–1955), Kunsthistoriker, in Samtens geboren
- Walter Köster (1903–1991), Schriftsteller, in Samtens aufgewachsen
- Werner Freese (1931–1982), Regisseur, in Samtens geboren